# Sitalcina sura
Sitalcina sura is een hooiwagen uit de familie Phalangodidae.